# 類似中線

三角形の中線（青）、角の二等分線（緑）、類似中線（赤）。3本の類似中線は類似重心（ルモワーヌ点）で交わる。

類似中線（るいじちゅうせん、Symmedian）は任意の三角形に対して定義される3本の直線である。
類似中線は、三角形の角の二等分線を対称軸として、中線と対称の位置にある直線である（すなわち、中線と等角共役である）。三角形における3本の類似中線は1点で交わる。この点は重心の等角共役点であり、特に類似重心またはルモワーヌ点と呼ばれる。

## 歴史
フランスのエミール・ルモワーヌは、1873年に3本の類似中線が1点に交わることを証明した。それよりも前にエルンスト・ヴィルヘルム・グリーブが1847年に論文を発表している。スイスのサイモン・アントワーヌ・ジャン・リュイリエは1809年にこの点について言及している。

## 性質
- 円ABCの点B,Cにおける接線の交点をXとすると、AXは三角形ABCの角A内の類似中線である。Y,ZをB,Cに対してXと同様に定義する。△XYZは接線三角形で△ABCと△XYZは類似重心を中心に配景的である（AX,BY,CZは類似重心で交わる）。
- 三角形ABCの角A内の類似中線と辺BCの交点をS(≠A)とすると {\displaystyle AB^{2}:AC^{2}=BS:SC} が成り立つ。
- 三角形ABCの角A内の類似中線と円ABCの交点をK(≠A)とし、辺BCの中点をMとする。このとき以下が成り立つ。
  - 三角形ABKと三角形AMCは同じ向きに相似である。
  - KAは三角形KBCの角K内の類似中線である。
  - 四角形ABKCはAB×KC=BK×CAを満たす（調和四角形である）。

## 類似重心
3本の類似中線の交点は類似重心またはルモワーヌ点と呼ばれる。ドイツではグリーブ点とも呼ばれる。
三角形の3辺の長さを a, b, c とすると類似重心の三線座標は a : b : c 、重心座標は a2 : b2 : c2 となる。
内接円と辺の接点を D, E, F としたとき、三角形 DEF の類似重心は元の三角形のジェルゴンヌ点になる。
ルモワーヌ点を通り、各辺に平行に引いた直線と辺との6つの交点は同一円周上にある。この円のことを第一ルモワーヌ円と呼ぶ。また、ルモワーヌ点を通り、各辺に逆平行に引いた直線と辺との6つの交点は同一円周上にある。この円のことを第ニルモワーヌ円と呼ぶ。それぞれの中心はブロカール円の中心、ルモワーヌ点である。

## 他の図形との関係
2つのブロカール点を焦点とし、3辺に接する楕円をブロカール楕円という。この楕円が辺と接する点は、辺と類似中線の交点である。
重心とルモワーヌ点を焦点に持つ内接円錐曲線をルモワーヌ内接楕円という。また、ルモワーヌ内接楕円のPolar triangle、Polar triangleの外接円はそれぞれルモワーヌ三角形、第三ルモワーヌ円と呼ばれる。